# Ira (album)
Ira è il terzo album in studio del cantautore italiano Iosonouncane, pubblicato il 14 maggio 2021.

## Descrizione
I testi sono una commistione di arabo, spagnolo, inglese e francese. Lo stesso autore ha definito la lunghezza e la complessità dell'album come gesto politico: Ira può essere considerato una metafora delle migrazioni contemporanee.
Acclamato notevolmente dalla critica, si tratta di un album di musica elettronica, sperimentale e rock progressivo con vaste esplorazioni sonore che diramano tra il krautrock, il nu jazz, la ballata e la musica tradizionale.

## Tracce
Testi e musiche di Iosonouncane.
1. Hiver – 6:34
2. Ashes – 7:12
3. Foule – 6:17
4. Jabal – 6:56
5. Ojos – 6:59
6. Nuit – 4:32
7. Prison – 9:25
8. Horizon – 4:47
9. Piel – 6:37
10. Prière – 9:32
11. Niran – 5:12
12. Soldiers – 4:37
13. Fleuve – 5:53
14. Sangre – 4:03
15. Pétrole – 4:00
16. Hajar – 11:02
17. Cri – 5:19

## Accoglienza
L'album si è piazzato al secondo posto della classifica dei 20 migliori dischi italiani dell'anno stilata dalla rivista Rolling Stone Italia.

## Classifiche
| Classifica (2021) | Posizione massima |
| ----------------- | ----------------- |
| Italia            | 6                 |